# Syvä-Kankainen
Syvä-Kankainen är en sjö i kommunerna Rautavaara, Lapinlax och Kuopio i landskapet Norra Savolax i Finland. Sjön ligger 121,5 meter över havet. Den är 36,5 meter djup. Arean är 1,12 kvadratkilometer och strandlinjen är 5,85 kilometer lång. Sjön  ingår i Vuoksens huvudavrinningsområde.   Den ligger omkring 60 kilometer norr om Kuopio och omkring 390 kilometer norr om Helsingfors. 
I sjön finns ön Heinäluoto. 